# Cutting
Cutting é uma comuna francesa na região administrativa de Grande Leste, no departamento de Mosela. Estende-se por uma área de 5,62 km². Em 2010 a comuna tinha 129 habitantes (densidade: 23 hab./km²).